# Quarterpipe

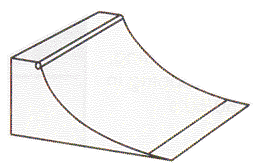
Quarterpipe

Een quarterpipe is vooral in het skateboarden, BMX, snowboarden en skiën gebruikten obstakel die vooral gebruikt wordt om trucs mee te doen. Letterlijk betekent het  "Een vierde van een pijp". Vaak worden deze gebruikt door Urban sporters.